# Fromet Mendelssohn

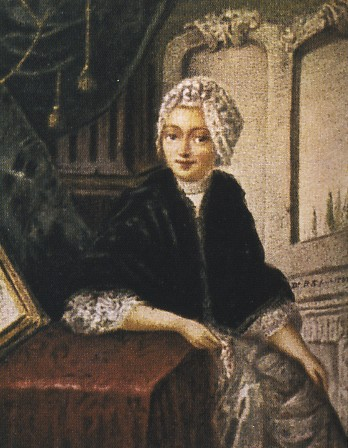
Fromet Mendelssohn

Fromet Mendelssohn, född 1737, död 1812, var en tysk affärsidkare.
Hon gifte sig 1761 med Moses Mendelssohn. Hon är främst känd som gift med Mendelssohn, men under senare tid har forskare också uppmärksammat henne för hennes affärsverksamhet. Redan under sin makes levnadstid skötte hon familjens affärsverksamhet då han inte hade möjlighet.
Begravd på Jüdischer Friedhof Altona.